# Benemérito de las Américas
Benemérito de las Américas är en ort i Mexiko.   Den ligger i kommunen Benemérito de las Américas och delstaten Chiapas, i den sydöstra delen av landet, 1 000 km öster om huvudstaden Mexico City. Benemérito de las Américas ligger 131 meter över havet och antalet invånare är 6 676.
Terrängen runt Benemérito de las Américas är platt. Runt Benemérito de las Américas är det glesbefolkat, med 16 invånare per kvadratkilometer. Det finns inga andra samhällen i närheten. Omgivningarna runt Benemérito de las Américas är en mosaik av jordbruksmark och naturlig växtlighet.